# كرايغ راسيل (ممثل)
كرايغ راسيل هو ترفيهي وممثل كندي، ولد في 10 يناير 1948 بتورونتو في كندا، وتوفي بنفس المكان في 30 أكتوبر 1990 بسبب سكتة.

## وصلات خارجية
- كرايغ راسيل على موقع IMDb (الإنجليزية)
- كرايغ راسيل على موقع أول موفي (الإنجليزية)
- كرايغ راسيل على موقع قاعدة بيانات الفيلم (الإنجليزية)